# 梅西耶32
 M32（也稱為梅西耶32和NGC 221）是位於仙女座，距離大約265萬光年遠的一個矮「早期型」星系。它在1749年被紀曉姆·勒讓提發現，是仙女座星系（M31）的衛星星系之一。測量M32最寬處的直徑，相當於6,500 ±200光年。
這個星系異常的緻密，是罕見的緊湊型橢圓星系（cE）的原型。一半的恆星集中在只有100秒差距的有效半徑內
中央恆星尖的密度急遽增加，在哈伯太空望遠鏡解析的最小半徑內，超過3×107 M⊙ pc−3，中心星團的半光度半徑約為6秒差距。  
如同一般的橢圓星系，M32包含的大部分是較老、黯淡的紅和黃色恆星，幾乎沒有塵埃或氣體，因此現在沒有恆星形成的跡象。然而在最近的過去，它確實顯示了恒星形成的迹象

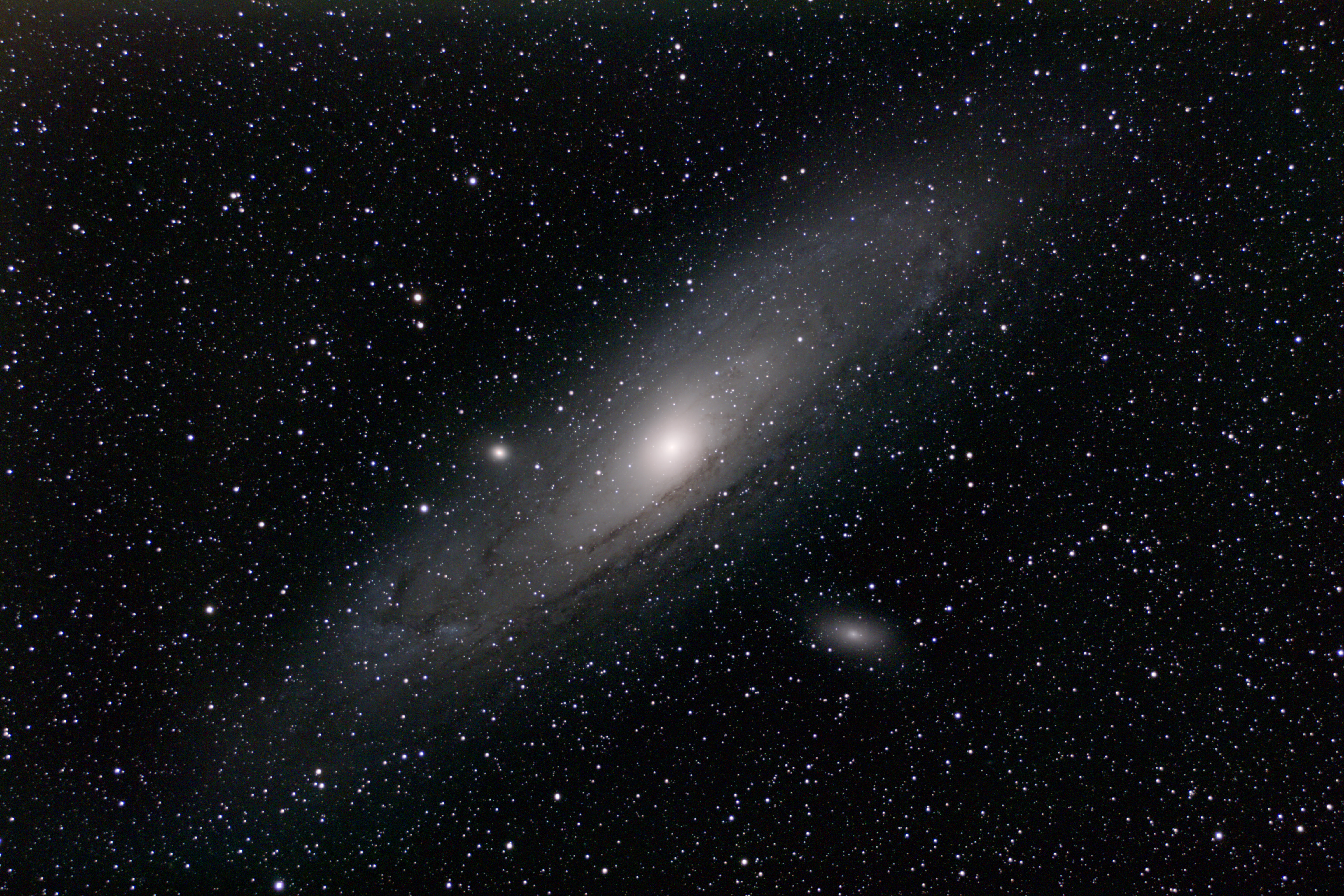
在這張仙女座星系的影像中，梅西耶32位於中心左側。

。

## 起源
M32的結構和恒星含量很難用傳統的星系形成模型來解釋。
理論論據
和一些模擬表明，M31強大的潮汐場可以將螺旋星系或透鏡星系轉化為緊湊的橢圓星系。當一個小型的盤狀星系落入M31的中心部分時，其外層的大部分將被剝離。這個小星系的中央隆起（核球）受到的影響會小得多，並得以保留它的形態。潮汐的引力效應也可以將氣體向內驅動，在這個小星系的核心引發恆星爆發性的增長，導致今天觀測到的M32有著高密度。有證據表明M32外圍有微弱的盤面，而這不是典型橢圓星系該有的。 
較新的模擬發現，M31盤面離開中心的結構扭曲，可以用大約8億年前M32的碰撞來解釋
。
然而，此一特徵只發生在第一次的軌道穿越其間，但是潮汐要將一個正常的矮星系轉成現在的M32，需要多次的軌道穿越。觀測到的M32週邊的顏色和恆星數量也與M31的恆星暈不符，說明M32的潮汐損失不是其來源。
綜合來看，這些情況可能表明M32本來就是緊湊的狀態，並且保留它自己的大部分恆星。
至少有一個類似的cE星系被發現是孤立的，沒有受到任何大質量的伴星系打擊或剝削。
另一個假說是M32的前身是本星系群的第三大星系，前螺旋星系M32p，而M32是它最大的殘餘體。根據此一模擬，M31（仙女座星系）和M32p在大約20億年前合併。這樣既可以解釋現在的M31恆星暈的異常組成，也可以解釋M32的結構和含量。
密西根大學（University of Michigan，UM）最近一項新模型更表明，過去仙女座星系對本星系群中排名第三大的星系 M32p 也“看不順眼”，並終在 20 億年前吞噬掉它。曾經第三大的星系 M32p 被仙女座星系吞噬後並沒有完全消失，而是留下緻密核心，也就是神祕異常的 M32。據論文，仙女座星系大約在 50 億年前開始吞併 M32p 星系，經歷 30 億年亂鬥後，M32p 以慘敗告終。

## 距離量測
至少有兩種技术可以用來量測到M32的距離。以紅外表面亮度起伏的距離測量技術是根據螺旋星系隆起的核球來估計到該星系的距離的测量方法。使用這種技術測量的M32距離是246± 9萬光年（755±28Kpc）。然而，M32的距離足夠接近，可以用紅巨星支尖（TRGB，tip of the red giant branch）的方法來估計它的距離。使用這種技術估計的M32距離為251 ± 13萬光年（770 ± 40 kpc）。
出於其他幾個原因，M32被認為是在M31的前景，而不是在後面。它的恒星和行星狀星雲看起來並沒有被前景中的氣體或塵埃遮住或變紅。
在一次事件中，M32的微重力透鏡觀測到M31中的一顆恒星。

## 黑洞
M32擁有一個超大質量黑洞。據估計，它的質量在150萬到500萬太陽質量之間。
位於中心位置的微弱電波和X射線源（現在參考Sgr A*，命名為M32*）被認為是氣體吸積到黑洞的輻射。

## 外部連結
- "StarDate: M32 Fact Sheet"
- "SEDS: Elliptical Galaxy M32" （页面存档备份，存于）
- Merrifield, Michael. . Deep Sky Videos. Brady Haran.   [2020-10-13]. （原始内容存档于2020-10-16）.
- WikiSky上关于梅西耶32的内容：DSS2, SDSS, GALEX, IRAS, 氢α, X射线, 天文照片, 天图, 文章和图片